# Erwin Trapp
Erwin Trapp (* 12. April 1927 in Mümling-Grumbach im Kreis Erbach; † 7. Oktober 2015 in Wiesbaden) war ein deutscher Jurist und Präsident des Landgerichts Wiesbaden und des Hessischen Staatsgerichtshofs.

## Leben
Erwin Trapp war der Sohn eines Pfarrers und studierte nach dem Abitur am Landgraf-Ludwigs-Gymnasium in Gießen Rechtswissenschaften an der Justus-Liebig-Universität Gießen. Bereits nach dem ersten Semester musste er vom 3. Januar 1945 an Kriegsdienst leisten und kam in amerikanische Kriegsgefangenschaft, die vier Jahre dauerte. Anschließend kam er in französische Kriegsgefangenschaft, aus der er am 13. Januar 1949 entlassen wurde. 
Er setzte das begonnene Jurastudium an der Philipps-Universität Marburg fort und schloss dieses am 20. Mai 1952 mit der ersten juristischen Staatsprüfung ab. Während des dreijährigen Referendariats, das ihn nach Gießen, Wetzlar und Frankfurt führte, promovierte er am 2. November 1954 mit der Dissertation „Die kriegsrechtliche Bedeutung der Nürnberger Urteile“ zum Dr. jur.
Bereits nach seiner Entlassung aus der Kriegsgefangenschaft arbeitete er bis 1953 neben seinem Studium als freier Mitarbeiter bei der Gießener Freie Presse, wo er als Redakteur in der politischen Redaktion eingesetzt war. Am 8. Oktober 1955 bestand er das Zweite juristische Staatsexamen und ging kurz danach als Redakteur zur Frankfurter Allgemeinen Zeitung, wo er bis zu seinem Weggang am 1. Februar 1956 als Assessor beim Hessischen  Justizministerium blieb. Dort war er, bevor er im Mai 1959 als Richter zum Landgericht Wiesbaden abgeordnet wurde, Referent für allgemeines Strafrecht einschließlich des Dienstaufsichtsrechts.
Er war Richter in einer erst- bzw. einer zweitinstanzlichen Zivilkammer und wurde am 1. Dezember 1959 zum Landgerichtsrat ernannt. Im November 1960 in das Justizministerium zurückgekehrt, befasste er sich mit Themen der Bewährungshilfe sowie strafprozessualen Fragen. Er stieg bis zum Ministerialrat (1968) auf und wurde Personalreferent für den richterlichen und staatsanwaltschaftlichen Dienst.
Zum 1. Oktober 1975 wurde er zum Präsidenten des Landgerichts Wiesbaden berufen und vom 24. November 1988 bis zum 3. Mai 1994 war er Präsident des Hessischen Staatsgerichtshofs.
Trapp war politisch aktiv und von 1964 bis 1968 für die CDU Mitglied im Wiesbadener Stadtparlament.

## Öffentliche Ämter
- Mitglied des Verfassungs- und Verwaltungsgerichts der evangelischen Kirche
- Mitglied des hessischen Staatsgerichtshofs
- 1969–1971 Kreisvorstand der CDU

## Schriften
- 1968 (Zusammen mit Rolf Groß) Handbuch zum Ordnungswidrigkeitenrecht

## Auszeichnungen
- 31. Januar 1994 Hessischer Verdienstorden